# 프로토이크티오사우루스

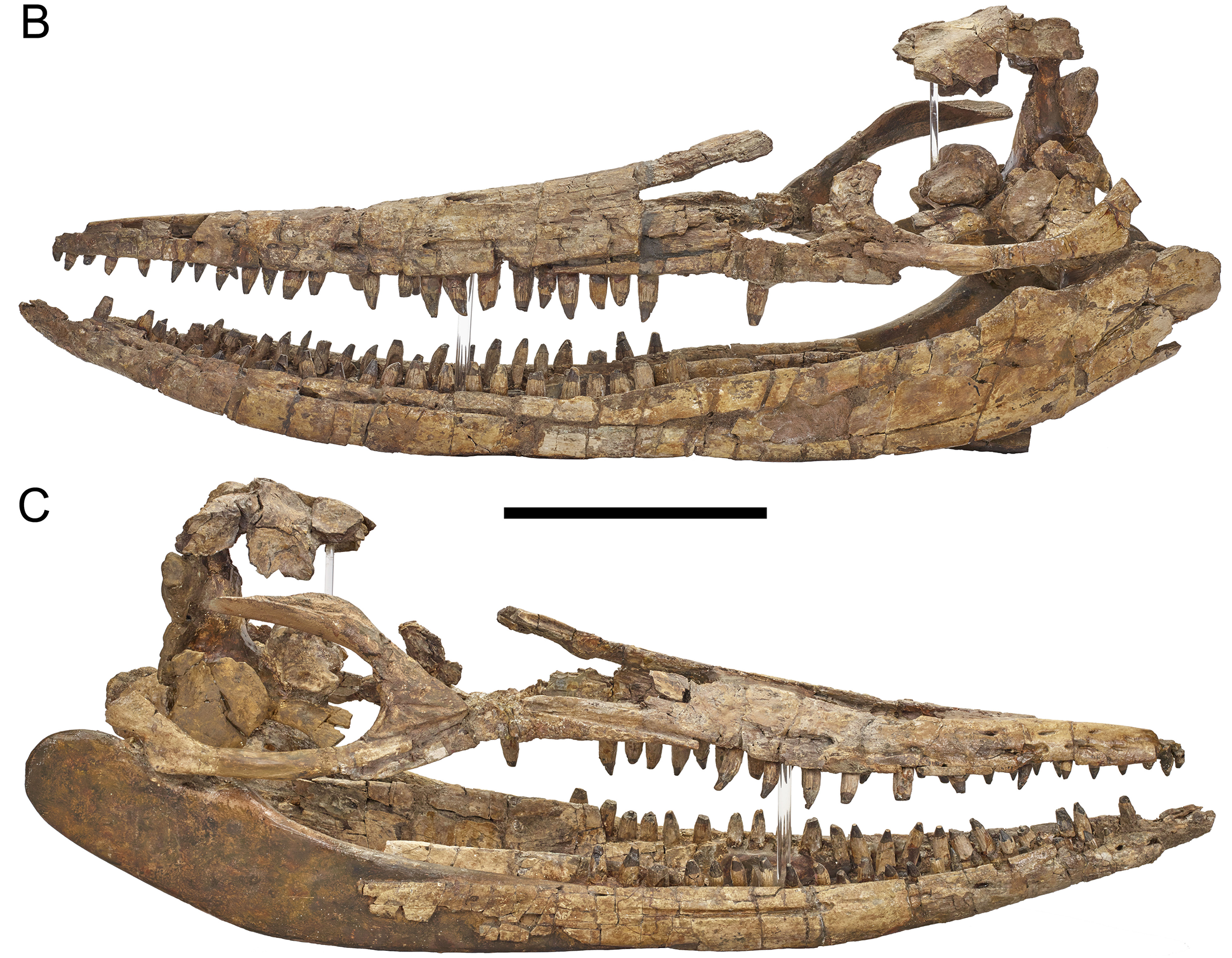

프로토이크티오사우루스(학명:Protoichthyosaurus prostaxalis)는 어룡목 이크티오사우루스과에 속하는 어룡이다. 지금은 멸종된 종으로서 전체적인 몸길이가 2~2.5m가 되는 어룡에선 작은 크기를 가진 종이 된다.

## 특징
프로토이크티오사우루스의 외부 광석(노스트릴 개구부)은 크고 대략 삼각형 모양이다. 일부 표본에서는 앞니뼈(앞니뼈 윗니)와 열상(눈구멍 앞쪽의 다진 뼈)에 의해 잘려져 맥실래(뒷니뼈)에 의해 국경이 형성되지 않는다. 맥실래 곰의 긴 앞부분은 대칭적이지 않다. 프로토이크티오사우루스 프로스탁실리스의 최대치는 모양이 독특하다. 그들은 크고 키가 크고 삼각형이며 외부 광석 앞에서 앞쪽으로 돌출하는 과정의 최소한 절반의 길이를 가지고 있다. 이 뼈들은 나살들(해골 앞쪽으로 위치한 두개골 지붕 뼈의 한 쌍)보다 앞쪽으로 더 뻗어 있다. 프로토이크티오사우루스 애플비이에 있는 외부 나물들 앞에서도 맥실래가 확장되는 반면 이 종에서는 맥실래가 낮고 나사는 그들보다 더 멀리 앞으로 확장된다. 프로토이크티오사우루스의 이빨은 크라운의 밑부분에 이르는 큰 홈을 가지고 있으며 단단히 뿌리를 내리고 있다. 그 신생아는 넓은 뒷부분을 가지고 있다.일부 표본에서는 뒷쪽 끝을 향한 나발 사이에 꽤 길고 뚜렷할 수 있는 구멍이 있다. 프로토이크티오사우루스의 열혈은 세 갈래다.이 종 특유의 형태학인 프로토이크티오사우루스 프로스탁실리스에서 상부 프롱은 앞 프롱보다 훨씬 더 길다. 프로토이크티오사우루스 에플비이에서 앞으로 투영된 프롱은 적어도 윗부분보다 길지는 않다. 전두엽으로 알려진 두개골 지붕 뼈 한 쌍의 앞쪽 돌출부는 이크티오사우루스의 일부 종과 유사한 궤도 림으로부터 열상부를 분리한다. 프로토이크티오사우루스 프로탁살리스의 후두골(궤도 뒤에 있는 다진 뼈)은 모양이 독특하며 수직으로 짧지만 앞뒤로 넓고 대략 직사각형이다. 이크티오사우루스 코뮈니스와 마찬가지로 이 종에서 그들은 궤도의 뒤쪽 가장자리의 절반 이하를 형성한다. 프로토이크티오사우루스 애플비이에서 포스토르비탈은 대신 얇고 초승달 모양이며 키는 크지만 앞쪽에서 뒤쪽으로 좁다. 또한 이크티오사우루스의 많은 종들처럼 프로토이크티오사우루스 애플비이는 궤도의 후방 테두리의 절반 이상을 형성한다. 윗부분에서 아랫부분까지 측정된 이크티오사우루스 종에서와 같이 프로토이크티오사우루스 프로텍살리스에서는 앞부분이 넓지만 뒷부분이 좁다.소나무 포아멘(해골 상단에 작은 구멍)은 다른 많은 얼리 쥬라기 익룡에서 보듯이 두개골 지붕 뼈의 두 쌍 사이에 위치하며 포아멘의 뒤쪽 가장자리는 두 쌍으로 이루어져 있다. 프로토이크티오사우루스 프로탁살리스의 스쿼모살(해골 뒤쪽에 있는 다진 뼈)은 직사각형 모양이며 각각 뒷쪽 아래 모서리에 아래쪽을 가리키는 삼각형 돌출부를 가지고 있는데 이크티오사우루스 서머세텐시스에서도 볼 수 있는 형태학이다. 프로토이크티오사우루스의 어깨뼈는 길쭉하다. 각 견갑골의 앞쪽 가장자리가 약간 확장되어 있지만, 아크로미온 공정으로 알려진 두드러진 명성은 부족하다.이 코라코이드들은 앞쪽과 뒷쪽 가장자리에 넓은 눈금을 가지고 있다.각 상완골(상완골)의 양쪽 끝은 이크티오사우루스에서도 볼 수 있듯이 뼈의 중간은 약간 수축되어 있지만 대략 같은 폭이다. 프로토이크티오사우루스 프로텍살리스의 유머는 탄탄하다. 이 종에서 각 상어의 등축 공정으로 알려진 작은 돌출부가 뼈의 중간선을 따라 위치하며 길이도 크게 내려가지 않는데 이는 이크티오사우루스 서머세텐시스의 조건과 유사하다. 프로토이크티오사우루스의 등가공정은 또한 허메리의 중간선을 따라 위치하지만, 이 종에서는 어렴풋이 판처럼 생겼고 I. 라르키니의 상태와 비슷한 얇은 능선으로 존재한다. 프로토이크티오사우루스에서는 특이하게 원위 목수 3이 척수(울나 아래 목수)와 관절을 이룬다.중간중간(중간 상부 손목뼈)은 원위 목수 4에 닿지 않는데 이는 프로토이크티오사우루스 특유의 또 다른 특징이다. 사실 원위수목 3호는 원위수목 중 유일하게 중간수목과 광범위하게 접촉하고 있다. 원위(하위) 카팔은 프로토이크티오사우루스에는 3개가 있지만 숫자 II의 분기화로 인해 4개의 메타카르팔이 있는데 이는 프로토이크티오사우루스에서만 알려진 구성이다. 이 분리는 원위 카말 2와 3 사이에 거의 완전히 침입해 분리되는데 프로토이크티오사우루스 특유의 특성이다.프로토이크티오사우루스에는 총 3개의 1차 자리(손목에서 유래한 자리수)가 있지만 숫자 V는 없다. 디지트 2호는 다시 이크티오사우루스와 비슷한 플립퍼 아래쪽으로 포크를 내린다. 따라서 두 개의 분기점은 전주곡선당 총 5자리수를 제공한다. 이 숫자를 구성하는 개별 뼈인 팔랑어는 플립퍼의 윗부분에서 대략 직사각형 모양이지만 끝부분을 향해 더 멀리 있는 뼈들은 둥글다. 팔랑이가 빽빽이 들어차 있다. 각 대퇴골(근골)의 위쪽 끝은 프로토이크티오사우루스 프로탁살리스에 강건한 반면 가운데 부분은 얇고 아래쪽 끝은 위쪽보다 넓다. 원위 타르살 줄에는 세 개의 뼈가 있는데 대퇴골 아래의 세 번째 줄의 뼈는 프로토이크티오사우루스 프로탁살리스의 각 뒷줄에 있다. 프로토이크티오사우루스 프로탁실리스는 중간 크기의 어룡으로 가장 큰 시료의 총 길이는 약 3.2~4m(10~13ft) 정도 될 가능성이 있다. 프로토이크티오사우루스 애플비이는 더 작으며 아마도 총 길이가 2m를 넘지 않을 것이다. 분류학적으로 보면 프로토이크티오사우루스(Protoichtyoussurus)는 영국 남부 쥐라기 초기의 어룡류 속이다. 1979년에 애플비(Appleby)가 이름을 지은 프로토이크티오사우루스 프로탁살리스(P. prostaxalis)와 프로토이크티오사우루스 애플비이(P. appleby) 두 종으로만 현재 알려져 있다. 제3종인 프로토이크티오사우루스 프로소스테알리스(P. prososstealis)는 애플비(Appleby)가 이름을 올렸으나 이크티오사우루스(Ichtheosaurus)와 유사해 2017년 속에서 제거됐다. 프로토이크티오사우루스속은 1997년에 마이슈와 헝거블러에 의해 이크티오사우루스와 동의어였고 2000년에 메이슈와 마츠케에 의해 다시 이크티오사우루스와 동의어였다. 다만 2017년에 딘 로맥스와 동료들이 수근오징의 배열과 모양에 차이가 있을 뿐 아니라 5자리의 부재를 이유로 이크티오사우루스로부터 분리해낸 점이 뚜렷한 것으로 파악됐다. 이 종들은 헤탕기 동안 살았을 가능성이 가장 높지만 라에티아누스족만큼 일찍 시네무리아족만큼 늦게 살았을지도 모른다. 속주에 속하는 종은 중간 크기로 길이가 2.5m(8ft 2인치) 이하인 프로토이크티오사우루스 프로텍살리스와 최대 2m(6ft 7인치)에 이르는 프로토이크티오사우루스 애플비이가 있다. 프로토이크티오사우루스 애플랙시스는 프로토이크티오사우루스 애플비이 및 다른 어룡과 구별할 수 있는데 앞쪽 끝의 코뼈를 넘어 뻗어나가는 크고 키가 크고 삼각형의 맥실라, 수직으로 짧지만 굵은 후두골, 그리고 앞쪽 돌출보다 위쪽으로 길게 돌출된 열석골이다. 한편 프로토이크티오사우루스 애플비이는 좁은 초승달 모양의 후두막, 낮은 맥실라, 맥실라 앞쪽에 도달하는 비강, 위로 돌출한 길이와 같거나 긴 앞쪽 돌출부를 가진 열막, 그리고 상완골에 접시 모양의 위쪽으로 돌출된 것으로 구별할 수 있다. 명목종인 이치토사우루스 포르티마누스 오웬으로 1849년-1884년 포어핀 NHMUK R.1063에 근거하고 있고 맥고완(1974년)이 이치토사우루스 코뮈니스와 동의어로서 알려진 이치토사우루스 종과 프로토이치코사우루스 종과의 비교에 근거하여 프로토이크티오사우루스 포르티마누스라고 일컬었다. 먹이로는 당대에 서식했던 물고기, 갑각류, 두족류를 잡아먹고 살았을 육식성의 포식자로 추정되는 종이다.

## 근연종 및 아종
다음의 클래도그램은 로맥스와 동료들의 2017년에 단행했던 연구에 따른 것이다. 프로토이크티오사우루스의 근연종 및 아종들은 현재엔 다음과 같은 종들이 존재한다.

### 미카도세팔루스과
프로토이크티오사우루스와 가까운 근연종들 중에서 미카토세팔루스과에 속하는 종들이다.
- 마고와니아재니체프

- 렙톤텍테스 테누이로스트리스

- 허드슨펠피디아 브레비로스트리스

- 템노돈토사우루스

- 유로노사우루스 긴이로스트리스

- 엑살리보사우루스 코스티니

- 수이볼레비아단 지정자

- 하피옵테릭스 타이피쿠스

- 말라와니아 시대착오

### 이크티오사우루스과
프로토이크티오사우루스와 가까운 근연종들 중에서 이크티오사우루스과에 속하는 종들을 나열한 곳이다. 이곳에는 프로토이크티오사우루스의 아종도 나열되어 있다.
- 이크티오사우루스 코뮈니시스

- 프로토이크티오사우루스 애플비이(프로토이크티오사우루스의 아종이다.)

- 프로토이크티오사우루스 프로탁살리스(프로토이크티오사우루스의 아종이다.)

- 스테놉테리기우스 사방체

- 아캄프톤텍테스 디센시스

- 안과사우루스 아이시니쿠스

- 스벨토네테스 불명예

- 애기사우루스 렙토스폰딜루스

### 브라키프테리기우스과
프로토이크티오사우루스와 가까운 근연종들 중에서 브라키프테리기우스과에 속하는 종들을 나열한 곳이다.

#### 오리나무속
- 카이풀리사우루스 보나파르타이

## 생존시기와 서식지와 화석의 발견
프로토이크티오사우루스가 생존했던 시기는 중생대의 쥐라기 초기로서 지금으로부터 2억년전~1억 8000만년전에 생존했던 종이다. 생존했던 시기에는 유럽을 중심으로 하는 북동부 대서양, 지중해, 북극해에서 주로 서식했던 어룡이다. 화석의 발견은 1979년에 유럽의 쥐라기에 형성된 지층에서 영국의 고생물학자인 애플비에 의하여 처음으로 화석이 발견되어 새롭게 명명된 종이다.

## 같이 보기
- 파충류
- 중생대
- 쥐라기
- 어룡
- 화석